# Isabelle Lutz
Isabelle Lutz (Luxemburg, 1957) is een Luxemburgs schilder, tekenaar en graficus.

## Leven en werk
Lutz werd door Roger Bertemes aan de École d'artisans de l'État ingewijd in de schilderkunst en grafiek. Ze behaalde in 1977 haar diploma aan de Koninklijke Academie voor Schone Kunsten van Brussel. Later volgden onder meer een fellowship met het Creatif Fund College of Arts in India (1990) en werkte ze enige tijd in het Cité Internationale des Arts in Parijs (1998). In 1999 werd Lutz docent aan het Lycée des Arts et Métiers.
Naast schilderijen, gravures en tekeningen maakt Lutz onder meer luminografieën, mozaïeken en video's. Ze sloot zich aan bij de kunstenaarsvereniging Cercle Artistique de Luxembourg en is een van de deelnemers in het Atelier Empreinte in Luxemburg-Stad. Lutz' werk werd meerdere keren onderscheiden. Ze ontving onder meer tussen 1979 en 1987 prijzen op de Biennale des Jeunes in Esch-sur-Alzette. Ze was tweemaal laureaat van de Prix Grand-Duc Adolphe (2001, 2015). In juni 2016 ontving ze de prijs samen met Carine Kraus uit handen van groothertog Henri van Luxemburg.

## Prijzen en onderscheidingen
- 1979 Prix d'encouragement, Biennale des Jeunes in Esch-sur-Alzette
- 1981 2e Prix de la Critique, Biennale des Jeunes in Esch-sur-Alzette
- 1986 Prix d'encouragement aux Jeunes Artistes
- 1986 Prix de la meilleure gravure en couleur
- 1987 1er Prix de la XIIIe, Biennale des Jeunes in Esch-sur-Alzette
- 1999 1er Prix, International Cultural Union
- 2001 Prix Max Goergen
- 2001 Prix Grand-Duc Adolphe
- 2006 Grand Prix, Seoul Space International Print Biennial
- 2015 Prix Grand-Duc Adolphe

- Bibliothèque nationale de France: cb14960836q (data)
- Gemeinsame Normdatei: 1139001574
- International Standard Name Identifier: 0000 0000 0225 2720
- Musée national d'archéologie, d'histoire et d'art: lkl000476
- RKD-Nederlands Instituut voor Kunstgeschiedenis: 331401
- Virtual International Authority File: 56881375
- WorldCat: E39PBJhMggvTDtFWxr9xXB9qwC